# Cast (Finistère)
Cast település Franciaországban, Finistère megyében. Lakosainak száma 1557 fő (2022. január 1.). Cast Briec, Châteaulin, Landrévarzec, Lothey, Ploéven, Plomodiern, Plonévez-Porzay, Quéménéven és Saint-Coulitz községekkel határos.

## Népesség
A település népességének változása:
| Lakosok száma | 1615 | 1578 | 1545 | 1483 | 1636 | 1620 | 1556 | 1538 | 1532 | 1557 |
|               | 1968 | 1982 | 1990 | 2006 | 2013 | 2015 | 2017 | 2019 | 2020 | 2022 |